# José Piqué Tetas
José Piqué Tetas (Villanueva y Geltrú, 1 de agosto de 1928- septiembre de 2017) fue un empresario y político español.

## Biografía
Fue gerente de la empresa Comercial Técnica de Suministros Automotrices (COTESUA), filial de la SEAT. Ocupó la presidencia del Sindicato Vertical de Transportes de su ciudad natal y fue vocal del Consejo Económico-Social del Garraf. Fue elegido concejal del tercio corporativo de Villanueva y Geltrú en 1973 como tecnócrata e inmediatamente fue quinto teniente de alcalde. En febrero de 1976 fue nombrado alcalde de Villanueva y Geltrú en sustitución de Miguel Benavent Seguí y ocupó la alcaldía hasta febrero de 1979, siendo sustituido accidentalmente por José Lleó Ventura. En las elecciones municipales de 1979 fue cabeza de lista de la UCD y fue elegido concejal.
Es padre de Josep Piqué, varias veces ministro durante el gobierno de José María Aznar y presidente del PP de Cataluña entre 2003 y 2007.
Falleció en septiembre de 2017.